# Arbeitsgericht Sulzbach
Das Arbeitsgericht Sulzbach war ein bayerisches Arbeitsgericht mit Sitz in Sulzbach.

## Geschichte
Gemäß Arbeitsgerichtsgesetz vom 23. Dezember 1926 wurden in Deutschland Arbeitsgerichte gebildet. Diese waren nur in der ersten Instanz organisatorisch selbstständige Gerichte, die Landesarbeitsgerichte waren den Landgerichten zugeordnet. Am Landgericht Amberg entstand so 1927 das Landesarbeitsgericht Amberg als eines von 23 Landesarbeitsgerichten in Bayern. In Sulzbach entstand das Arbeitsgericht Sulzbach als eines von elf Arbeitsgerichten des Landesarbeitsgerichts. Sein Sprengel umfasste den des Amtsgerichtes Sulzbach. Es bestand eine allgemeine Kammer für Arbeiter und Angestellte und eine Kammer für das Handwerk.
Bereits 1929 wurde die Zahl der Arbeitsgerichte deutlich reduziert. Sowohl das Landesarbeitsgericht Amberg als auch das Arbeitsgericht Sulzbach wurde zum 1. Januar 1930 aufgehoben. Die Aufgaben des Arbeitsgerichtes Sulzbach übernahm das Arbeitsgericht Amberg und dieses war nun dem Landesarbeitsgericht Nürnberg zugeordnet.